# Shanghai Masters
Shanghai Masters (čínsky znaky zjednodušené 上海大师赛), oficiálně Rolex Shanghai Masters, je profesionální tenisový turnaj mužů v nejlidnatějším čínské městě Šanghaji, založený v roce 2009. Na okruhu ATP Tour patří do kategorie ATP Masters 1000 jako jediná část devítidílné série hraná mimo Evropu a Severní Ameriku. Dějištěm se stal areál městského stadionu Čchi-čung v Min-changu, s centrálním dvorcem pro 15 tisíc diváků. Hraje se na tvrdém povrchu DecoTurf.
V letech 2009–2013 byl Shanghai Masters vyhlášen nejlepším turnajem roku v kategorii ATP Masters 1000. Nejvyšší počet čtyř titulů vyhrál Srb Novak Djoković. Titulárním partnerem je švýcarská hodinářská firma Rolex, se smlouvou minimálně do roku 2033.

## Historie
Shanghai Masters byl založen v roce 2009 poté, co se mezi roky 2005–2008 uskutečnily na městském stadionu Čchi-čung čtyři ročníky Turnaje mistrů. Od počátku se stal součástí kategorie ATP Masters 1000. Soutěže dvouhry se do roku 2019 účastnilo padesát šest singlistů. V sezóně 2023 byl na Shanghai Masters, Rome Masters a Madrid Open navýšen počet na devadesát šest hráčů dvouhry a prodloužena délka turnaje z osmi na dvanáct dní. Do čtyřhry nastupuje třicet dva párů. V rámci tenisové sezóny se turnaj odehrává během října jako předposlední Masters před pařižskou události v hale Bercy.
V roce 2017 vyhrál druhý šanghajský titul 36letý Švýcar Roger Federer jako nejstarší singlový šampion v historii kategorie Masters. Věkový rekord poté překonal na Miami Open 2019. Nejvyšší počet čtyř titulů vyhrál Srb Novak Djoković. Pouze Francouz Gilles Simon odehrál mezi lety 2009–2019 úvodních jedenáct ročníků. V sezónách 2020–2022 byl turnaj s celou asijskou částí sezóny zrušen kvůli cestovním omezením spojeným s pandemii covidu-19, s návratem na okruh v roce 2023. Pouze v roce 2012 do semifinále postoupili čtyři nejvýše nasazení hráči. Finále ovládl Djoković až po odvrácení pěti mečbolů dvojnásobného obhájce Murrayho. Duel s časem 3:21 hodiny byl do roku 2024 nejdelším v historii turnaje. Zápas byl následně zvolen nejlepším utkáním roku na okruhu ATP Tour. Výhra Tomáse Martína Etcheverryho nad Boticem van de Zandschulpem ve druhém kole ročníku 2024, po 3 hodinách a 43 minutách, znamenala nejdelší zápas šanghajské události.
Od založení turnaje v roce 2009 se hlavním sponzorem stala švýcarská hodinářská společnost Rolex, která v ročníku 2010 povýšila spolupráci na titulární partnerství. V roce 2023 prodloužila smlouvu na dalších deset let.

## Vývoj názvu  turnaje
- 2009: Shanghai ATP Masters 1000
- 2010–2017: Shanghai Rolex Masters, titulární partner Rolex
- od 2018: Rolex Shanghai Masters, titulární partner Rolex

## Přehled finále

### Dvouhra
| Rok  | vítěz                             | finalista                         | výsledek                          |
| ---- | --------------------------------- | --------------------------------- | --------------------------------- |
| 2009 | Nikolaj Davyděnko                 | Rafael Nadal                      | 7–6(7–3), 6–3                     |
| 2010 | Andy Murray                       | Roger Federer                     | 6–3, 6–2                          |
| 2011 | Andy Murray (2)                   | David Ferrer                      | 7–5, 6–4                          |
| 2012 | Novak Djoković                    | Andy Murray                       | 5–7, 7–6(13–11), 6–3              |
| 2013 | Novak Djoković (2)                | Juan Martín del Potro             | 6–1, 3–6, 7–6(7–3)                |
| 2014 | Roger Federer                     | Gilles Simon                      | 7–6(8–6), 7–6(7–2)                |
| 2015 | Novak Djoković (3)                | Jo-Wilfried Tsonga                | 6–2, 6–4                          |
| 2016 | Andy Murray (3)                   | Roberto Bautista Agut             | 7–6(7–1), 6–1                     |
| 2017 | Roger Federer (2)                 | Rafael Nadal                      | 6–4, 6–3                          |
| 2018 | Novak Djoković (4)                | Borna Ćorić                       | 6–3, 6–4                          |
| 2019 | Daniil Medveděv                   | Alexander Zverev                  | 6–4, 6–1                          |
| 2020 | zrušeno kvůli pandemii koronaviru | zrušeno kvůli pandemii koronaviru | zrušeno kvůli pandemii koronaviru |
| 2022 | zrušeno kvůli pandemii koronaviru | zrušeno kvůli pandemii koronaviru | zrušeno kvůli pandemii koronaviru |
| 2023 | Hubert Hurkacz                    | Andrej Rubljov                    | 6–3, 3–6, 7–6(10–8)               |
| 2024 | Jannik Sinner                     | Novak Djoković                    | 7–6(7–4), 6–3                     |

### Čtyřhra
| Rok  | vítězové                            | finalisté                               | výsledek                          |
| ---- | ----------------------------------- | --------------------------------------- | --------------------------------- |
| 2009 | Julien Benneteau Jo-Wilfried Tsonga | Mariusz Fyrstenberg Marcin Matkowski    | 6–2, 6–4                          |
| 2010 | Jürgen Melzer Leander Paes          | Mariusz Fyrstenberg Marcin Matkowski    | 7–5, 4–6, [10–5]                  |
| 2011 | Max Mirnyj Daniel Nestor            | Michaël Llodra Nenad Zimonjić           | 3–6, 6–1, [12–10]                 |
| 2012 | Leander Paes (2) Radek Štěpánek     | Maheš Bhúpatí Rohan Bopanna             | 6–7(7–9), 6–3, [10–5]             |
| 2013 | Ivan Dodig Marcelo Melo             | David Marrero Fernando Verdasco         | 7–6(7–2), 6–7(6–8), [10–2]        |
| 2014 | Bob Bryan Mike Bryan                | Julien Benneteau Édouard Roger-Vasselin | 6–3, 7–6(7–3)                     |
| 2015 | Raven Klaasen Marcelo Melo (2)      | Simone Bolelli Fabio Fognini            | 6–3, 6–3                          |
| 2016 | John Isner Jack Sock                | Henri Kontinen John Peers               | 6–4, 6–4                          |
| 2017 | Henri Kontinen John Peers           | Łukasz Kubot Marcelo Melo               | 6–4, 6–2                          |
| 2018 | Łukasz Kubot Marcelo Melo (3)       | Jamie Murray Bruno Soares               | 6–4, 6–2                          |
| 2019 | Mate Pavić Bruno Soares             | Łukasz Kubot Marcelo Melo               | 6–4, 6–2                          |
| 2020 | zrušeno kvůli pandemii koronaviru   | zrušeno kvůli pandemii koronaviru       | zrušeno kvůli pandemii koronaviru |
| 2022 | zrušeno kvůli pandemii koronaviru   | zrušeno kvůli pandemii koronaviru       | zrušeno kvůli pandemii koronaviru |
| 2023 | Marcel Granollers Horacio Zeballos  | Rohan Bopanna Matthew Ebden             | 5–7, 6–2, [10–7]                  |
| 2024 | Wesley Koolhof Nikola Mektić        | Máximo González Andrés Molteni          | 6–4, 6–4                          |

## Rekordy
| Dvouhra                   | Dvouhra            | Dvouhra                                                         |
| Rekord                    | Rekord             | držitelé rekordu                                                |
| ------------------------- | ------------------ | --------------------------------------------------------------- |
| Nejvíce titulů            | 4                  | Novak Djoković                                                  |
| Nejvíce titulů v řadě     | 2                  | Andy Murray (2010, 2011) Novak Djoković (2012, 2013)            |
| Nejvíce finále            | 5                  | Novak Djoković                                                  |
| Nejvíce finále v řadě     | 3                  | Andy Murray (2010, 2011, 2012)                                  |
| Nejvíce odehraných zápasů | 44                 | Novak Djoković                                                  |
| Nejvíce vyhraných zápasů  | 39                 | Novak Djoković                                                  |
| Nejstarší vítěz           | 36 let, 5 m a 7 d  | Roger Federer (2017)                                            |
| Nejmladší vítěz           | 23 let, 1 m a 28 d | Jannik Sinner (2024)                                            |
| Nejvýše postavený vítěz   | 1. ATP             | Novak Djoković (2015) Jannik Sinner (2024)                      |
| Nejníže postavený vítěz   | 17. ATP            | Hubert Hurkacz (2023)                                           |
| Nejdelší zápas            | 3:43 hod           | Tomás Martín Etcheverry Botic van de Zandschulp (2. kolo, 2024) |
| Nejdelší finále           | 3:21 hod           | Novak Djoković Andy Murray (2012)                               |
| Čtyřhra                   |                    |                                                                 |
| Nejvíce titulů            | 3                  | Marcelo Melo                                                    |